# 14274 Landstreet
14274 Landstreet (2000 BL21) là một tiểu hành tinh vành đai chính được phát hiện ngày 29 tháng 1 năm 2000 bởi Spacewatch ở Kitt Peak.